# دی‌تیوکربامات

ساختار شیمیایی دی‌تیوکربامات‌ها

دی‌تیوکربامات (به انگلیسی: Dithiocarbamate) یک گروه عاملی در شیمی آلی است. این گروه، آنالوگ کاربامات‌ها است که در آن هر دو اتم اکسیژن با اتم‌های گوگرد جایگزین می‌شوند (وقتی فقط یک اکسیژن جایگزین شود نتیجه تیوکاربامات است).
یک نمونه متداول از ترکیب حاوی این گروه، سدیم دی‌اتیل‌دی‌تیوکربامات است. دی‌تیوکربامات‌ها و مشتقات آن‌ها به‌طور گسترده‌ای در ولکانش لاستیک مورد استفاده قرار می‌گیرند.

## تشکیل
بسیاری از آمین‌های اولیه و ثانویه با کربن دی‌سولفید و سدیم هیدروکسید واکنش می‌دهند و نمک‌های دی‌تیوکربامات تشکیل می‌دهند:
R2NH + CS2 + NaOH → R2NCS2−Na+ + H2O
آمونیاک با CS2 به‌طور مشابه واکنش نشان می‌دهد:
2 NH3 + CS2 → H2NCS2−NH4+
نمک‌های دی‌تیوکربامات مواد جامدی با رنگ خفیف هستند که در آب و حلال‌های آلی قطبی محلول هستند.

## واکنش‌ها
دی‌تیوکربامات‌ها به راحتی S-آلکیله شده هستند؛ بنابراین، متیل دی متیل‌دی‌تیوکاربامات را می‌توان با متیل‌دار کردن دی‌تیوکربامات تهیه کرد:
(CH3)2NCS2Na + (CH3O)2SO2 → (CH3)2NC(S)SCH3 + Na[CH3OSO3]
اکسایش دی‌تیوکاربامات‌ها موجب تشکیل تیورام دی‌سولفید می‌شود:
2 R2NCS2− →  [R2NC(S)S]2 + 2e−
تیورام دی‌سولفیدها با واکنشگرهای گرینیارد واکنش داده و استرهایی از دی‌تیوکربامیک اسید تشکیل می‌دهند:
[R2NC(S)S]2 + R'MgX → R2NC(S)SR' + R2NCS2MgX